# La Mère du partisan
La Mère du partisan («Мать партизана») est une huile sur toile du peintre soviétique russe Sergueï Guerassimov, réalisée entre 1943 et 1950. Ce tableau est conservé à Moscou à la Galerie Tretiakov. C'est à juste titre l'une des peintures les plus puissantes de l'artiste et l'une des œuvres les plus dramatiques de tout l'art de guerre soviétique.

## Description
Au moment de la Grande Guerre patriotique, Sergueï Vassilievitch Guerassimov était déjà un artiste assez célèbre, la plupart de ses peintures étaient consacrées à la vie du village russe, et son tableau La Mère du partisan, révèle le thème de l'héroïsme d'une personne soviétique ordinaire pendant les années de guerre. Dans la partie centrale, la mère du partisan relève la tête avec fierté. Comme l'a dit l'artiste lui-même : « Je voulais figurer toutes les mères qui ont envoyé leurs fils à la guerre ». Une femme ne peut pas être intimidée par les envahisseurs allemands. Derrière son dos se trouve sa terre natale, souillée par les ennemis et couverte du sang de ses proches, la terre natale sacrée. À la fois légère et forte, elle se dresse sur fond d'incendie enfumé, face à un soldat allemand brutal. Son visage porte le sceau sévère d'une grande souffrance, mais c'est la souffrance d'une personne fière et résolue. Contrairement à l'image de la mère, l'image de l'Allemand, dépourvue de caractéristique individuelle, se démarque; seuls son front bas et sa mâchoire lourde se détachent, donnant à son apparence quelque chose d'animal. Le reste des personnages, selon l'idée de l'auteur, sont secondaires et ne sont dessinés qu'en traits généraux.